# Tarsonops
Tarsonops là một chi nhện trong họ Caponiidae.

## Các loài
Chi này gồm các loài:
- Tarsonops clavis Chamberlin, 1924
- Tarsonops sectipes Chamberlin, 1924
- Tarsonops sternalis (Banks, 1898)
- Tarsonops systematicus Chamberlin, 1924